# ایچیجو آکی‌یوشی
ایچیجو آکی‌یوشی (به ژاپنی: 一条 昭良 Ichijō Akiyoshi); ۱۲ ژوئن ۱۶۰۵ – ۱۱ مارس ۱۶۷۲) پسر امپراتور گو-یوزی و یک اشراف درباری کوگیو، پدر ایچیجو نوریسوکه اهل شوگون‌سالاری توکوگاوا بود.